# Time After Time (Fernsehserie)
Time After Time ist eine US-amerikanische Fernsehserie. Sie wurde vom Sender ABC ab 5. März 2017 ausgestrahlt, jedoch bereits nach nur fünf Episoden aufgrund unzulänglicher Einschaltquoten wieder abgesetzt. Dennoch wurden alle zwölf produzierten Episoden in Ländern wie Portugal und Spanien durch den Sender AXN ausgestrahlt. Die Serie basiert auf dem gleichnamigen Buch von Karl Alexander aus dem Jahr 1979 wie auch auf der Verfilmung Flucht in die Zukunft aus selbigem Jahr, deren Handlung die Pilotepisode größtenteils folgt.

## Inhalt
Als der berühmte Science-Fiction-Autor H. G. Wells ins Manhattan der heutigen Zeit transportiert wird, um Jack the Ripper zu jagen, beginnt er ein Katz-und-Maus-Abenteuer durch die Zeit. Als Wells in New York City ankommt, findet er eine Welt, die er für unmöglich hielt, und eine junge Frau, die ihn regelrecht gefangen nimmt. Wells muss kämpfen, um seinen Erzfeind zu stoppen und in verschiedenen Menschen Verbündete finden, denen er vertrauen kann.

## Besetzung
- Freddie Stroma als H. G. Wells
- Josh Bowman als John Stevenson/Jack the Ripper
- Génesis Rodríguez als Jane Walker
- Nicole Ari Parker als Vanessa Anders
- Jennifer Ferrin als Brooke Monroe
- Will Chase als Griffin Monroe

## Rezeption
Die Pilotepisode wurde auf Serienjunkies.de mit drei von fünf Sternen bewertet, wobei angemerkt wird, dass Zeitreisegeschichten sich erst entwickeln müssen, um ihre Wirkung zu entfalten und sich mittlerweile eine Übersättigung einstellt, was den „strapazierten Zeitreisestoff“ betrifft.